# Table des caractères Unicode/U16A40
Cette page contient des caractères spéciaux ou non latins. S’ils s’affichent mal (▯, ?, etc.), consultez la page d’aide Unicode.
Table des caractères Unicode U+16A40 à U+16A6F.

## Mrou
Caractères utilisé pour écrire la langue mroue au Bangladesh. Lettres de l'alphabet, chiffres et signes de ponctuation.

### Table des caractères
| en fr   | 0 | 1 | 2 | 3 | 4 | 5 | 6 | 7 | 8 | 9 | A | B | C | D | E | F |
| U+16A40 | 𖩀 | 𖩁 | 𖩂 | 𖩃 | 𖩄 | 𖩅 | 𖩆 | 𖩇 | 𖩈 | 𖩉 | 𖩊 | 𖩋 | 𖩌 | 𖩍 | 𖩎 | 𖩏 |
| ------- | - | - | - | - | - | - | - | - | - | - | - | - | - | - | - | - |
| U+16A50 | 𖩐 | 𖩑 | 𖩒 | 𖩓 | 𖩔 | 𖩕 | 𖩖 | 𖩗 | 𖩘 | 𖩙 | 𖩚 | 𖩛 | 𖩜 | 𖩝 | 𖩞 |   |
| U+16A60 | 𖩠 | 𖩡 | 𖩢 | 𖩣 | 𖩤 | 𖩥 | 𖩦 | 𖩧 | 𖩨 | 𖩩 |   |   |   |   | 𖩮 | 𖩯 |